# 楠見孝
楠見 孝（くすみ たかし、1959年 - ）は、日本の認知心理学者。京都大学教育学部長、京都大学大学院教育学研究科教育認知心理学講座教授。日本心理学会優秀論文賞等受賞。

## 人物・経歴
神奈川県生まれ。1978年学習院高等科卒業。1982年学習院大学文学部心理学科卒業。
文学か心理学かどちらに進もうか迷っていたところ、4年次にゼミの指導教授の1人だった藪内稔が題材としたMetaphor and Thoughtがきっかけとなり、比喩研究に興味を持ち、1987年学習院大学大学院人文科学研究科心理学専攻博士課程単位取得中退。文学修士。博士（心理学）。
学習院大学文学部心理学科助手、筑波大学社会工学系講師、東京工業大学工学部教育群助教授、京都大学大学院教育学研究科教育認知心理学講座助教授を経て、2008年同教授。2014年日本学術会議連携会員。2020年京都大学大学院教育学研究科長、京都大学教育学部長。日本心理学会優秀論文賞等受賞。

## 著書
- 『比喩の処理過程と意味構造』風間書房 1995年